# Все в камуфляже
«Все в камуфляже» (англ. All Ghillied Up) — уровень из компьютерной игры 2007 года Call of Duty 4: Modern Warfare и её обновлённой версии 2016 года Call of Duty: Modern Warfare Remastered. Действие на уровне происходит в зоне отчуждения Чернобыльской АЭС, в заброшенном городе Припять, в 1996 году — задолго до событий основной игры; она оформлена как флэшбек — воспоминания одного из героев игры, капитана Прайса. Геймплей на уровне строится на необычной для серии Call of Duty скрытности: герои хотят остаться незамеченными и должны убивать противников тихо, не привлекая внимания, хотя игрок может пойти и на прямую конфронтацию. Название «Все в камуфляже» отсылает к маскировочным костюмам («гилли-сьютам»), которые носят персонажи.
Уровень был разработан геймдизайнером Мохаммедом Алави — он же был автором и нескольких других необычных уровней в этой и других играх серии, как «Ни слова по-русски». Задуманная Алави концепция стелс-уровня требовала существенной доработки искусственного интеллекта противников; не желая перегружать отвечавшего за ИИ штатного программиста, Алави первоначально писал программный код в одиночку и втайне от коллег по студии. «Все в камуфляже» получил крайне положительные отзывы от критиков и игроков, называвших его особо атмосферным и запоминающимся; ряд обозревателей называл «Все в камуфляже» не просто лучшим уровнем Modern Warfare, но и одним из лучших уровней во всех играх жанра.

## Содержание
«Все в камуфляже» — тринадцатый уровень сюжетной кампании Call of Duty 4: Modern Warfare и её обновлённой версии Call of Duty: Modern Warfare Remastered. По отношению к другим уровням игры «Все в камуфляже» представляет собой флешбэк — воспоминания капитана Прайса, на тот момент ещё лейтенанта Особой воздушной службы; его действие происходит в зоне отчуждения Чернобыльской АЭС, на окраинах заброшенного города Припять, в 1996 году — за пятнадцать лет до основных событий Modern Warfare. Лейтенант Прайс и его напарник, капитан Макмиллан, пробираются в Припять, чтобы убить главного антагониста игры Имрана Захаева: в заброшенном городе должна произойти сделка по продаже отработанных топливных стержней — потенциального материала для создания оружия массового поражения. В ходе уровня британские спецназовцы должны пробраться в город, избегая русских солдат-«ультранационалистов», и добраться до гостиницы «Полесье», откуда предполагается застрелить Захаева.
На предыдущих уровнях игры капитан Прайс был неигровым персонажем-напарником, сопровождающим игрока; здесь игрок управляет Прайсом напрямую, а место напарника занимает новый персонаж — капитан Макмиллан. В течение уровня Прайс и Макмиллан в маскировочных костюмах идут в Припять, избегая очагов радиации и вражеских патрулей. Они проходят через сараи, мимо домов и через заброшенную православную церковь, в которой ультранационалисты оборудовали склад боеприпасов. В полях напарники сталкиваются с колонной солдат и бронетехники — они должны спрятаться в высокой траве с помощью своих маскировочных костюмов. Позже герои опять наталкиваются на колонну техники — здесь они должны проползти под днищами автомобилей. На окраине Припяти они натыкаются на бродячего пса, который обгладывает труп солдата; Макмиллан призывает обойти животное, чтобы не привлекать внимания. В конце миссии персонажи добираются до заброшенной гостиницы, выбираются на крышу и подготавливаются к покушению. Следующая миссия, «Убить одним выстрелом» (англ. One Shot, One Kill), служит продолжением флэшбека — герои совершают неудачное покушение на Захаева и вынуждены поспешно отступать и обороняться возле колеса обозрения в парке развлечений.
«Все в камуфляже» — линейный уровень, где игрок не может слишком отклоняться от заданного пути — этому препятствуют очаги радиации; к тому же миссия будет немедленно провалена, если Макмиллан погибнет. Тем не менее, уровень оставляет немало возможностей для импровизации: игрок может просто избегать врагов, тихо убивать их с помощью снайперской винтовки или пистолета с глушителем, или — если захочет — подобрать оружие одного из убитых противников и перейти в открытый бой. Летающий в небе военный вертолёт является по большей части лишь фоновым элементом; в то же время игрок может найти в церкви ПЗРК «Стингер» и сбить вертолёт. И у врагов, и у Макмиллана есть множество вариантов поведения, так что они могут действовать так или иначе в ответ на разные действия игрока, и миссия может сложиться по-разному: так, если игрок не убьет снайпера на колокольне церкви, позже в поле герои будут замечены и вынуждены отбиваться от атаки и спереди, и с фланга; если игрок вопреки словам Макмиллана застрелит бродячего пса на окраине Припяти, появится целая стая агрессивных собак. Макмиллан не столько отдаёт игроку прямые приказы, — как это характерно для напарников на других уровнях игры — сколько предлагает возможные варианты действий и по-разному реагирует на те или иные поступки игрока. Так, он призывает Прайса прятаться от вертолёта, но если игрок всё-таки собьёт машину, капитан неохотно похвалит напарника. В других случаях Макмиллан может обругать Прайса, например, если тот попадётся на глаза врагу или промажет, стреляя в противника.

## Разработка
Уровень был разработан дизайнером уровней Мохаммедом Алави. Алави получил известность и как создатель нескольких других необычных и особо запоминающихся уровней в серии Call of Duty — в частности, он стоял за созданием уровней «Корабль» (англ. Crew Expendable) в Modern Warfare и «Ни слова по-русски» (англ. No Russian) в Modern Warfare 2. Журнал PC Gamer называл «Все в камуфляже» и «Ни слова по-русски» — две работы Алави — самыми знаменитыми уровнями во всей серии.
По воспоминаниям ведущего дизайнера Маки Маккендлиша, на решение сделать одним из мест действия игры Припять повлияли фотографии из Чернобыльской зоны отчуждения, сделанные туристами. К этому времени другой ведущий дизайнер, Стив Фукуда, уже предлагал идею миссии, где пара снайперов должна была проникнуть в какое-то опасное место, а потом выбираться оттуда — одной из любимых игр детства Фукуды была Airborne Ranger 1987 года о спецоперации во вражеском тылу, и он хотел повторить в Modern Warfare ощущения от неё. На решение облачить снайперов в маскировочные костюмы с пучками травы («гилли-сьюты») повлияла сцена из конца фильма «Золотой глаз», где из травы поднимается множество незаметных раньше солдат в гилли-сьютах — Маккендиш считал, что такие костюмы особенно пригодились бы в заросшей травой и деревьями Припяти. Modern Warfare находилась в разработке параллельно с игрой GSC Game World «S.T.A.L.K.E.R.: Тень Чернобыля», тоже изображающей Припять и Чернобыльскую зону отчуждения — S.T.A.L.K.E.R. должна была выйти раньше, но её разработка затягивалась. В Infinity Ward шутили о посвящённых Припяти уровнях, что у них есть шанс сделать своего собственного «Сталкера» до официального выхода настоящего.
На этапе разработки «миссия со снайперами» считалась среди сотрудников неинтересной, и руководству студии было даже нелегко найти готовых работать над ней дизайнеров — при внутреннем голосовании, по итогам которого распределялись задания, уровень «Все в камуфляже» набрал гораздо меньше голосов, чем другие. Мохаммед Алави, ставший в итоге дизайнером «Все в камуфляже», поначалу даже не собирался за него браться и говорил, что «это самый скучный уровень, о котором я когда-либо слышал». Фукуде удалось переубедить его таким описанием: «представь себе, что ты у лесной прогалины прячешься за кустом между деревьями, и на ту сторону прогалины выходит пара врагов, и ты собираешься в них стрелять, и тут куст поворачивается к тебе и говорит „погоди“». Создавая «Все в камуфляже», Алави вдохновлялся прежде всего стелс-игрой Metal Gear Solid — в этой игре противники по-разному реагируют на присутствие игрового персонажа в зависимости от поведения игрока, и она очень хорошо передаёт игроку, как устроен уровень и чего ожидать от противников. На других уровнях Modern Warfare враги немедленно переходят из пассивного в агрессивный режим и атакуют игрового персонажа, как только он приблизится на определённое минимальное расстояние, однако в «Все в камуфляже» работают более сложные механики — игра учитывает и расстояние, и угол зрения, и укрытия, так что можно, например, спрятаться в высокой траве и наблюдать, как вражеские солдаты и техника проходят совсем рядом.
По воспоминаниям Алави, у него был нелёгкий выбор: либо пытаться объяснить все свои идеи штатному программисту искусственного интеллекта — который и без того был перегружен работой и вряд ли смог бы реализовать все задумки дизайнера — либо попытаться написать весь нужный программный код самостоятельно, даже и не имея опыта в этой области. Алави выбрал второй путь и первое время работал над будущим уровнем в одиночку, в тайне от коллег. Он не был высокого мнения о своих навыках программиста и говорил в интервью, что все, кто видел написанный им исходный код своими глазами, знают, какая он «дрянь» — но этот код делал именно то, что Алави было нужно. Хотя уровень по сути является «коридорным» — от игрока требуется всего лишь проследовать за Макмилланом из начальной точки в конечную — Алави постарался сделать его чрезвычайно вариативным: «нужно было прописать ИИ каждую возможную реакцию на каждую возможную вещь, которую только может сделать игрок, причем в двух вариантах — из-за Макмиллана». Создание самой первой минуты прохождения «Все в камуфляже» заняло у Алави три месяца и заставило его написать около 10 тысяч строк кода — зато, когда он наконец представил разработку коллегам, Стив Фукуда сел за рабочее место Алави и на протяжении получаса переигрывал этот короткий отрезок раз десять, и каждый раз миссия разворачивалась по-другому: по словам Алави, это был «настоящий успех».

## Отзывы критиков

### Первоначальный приём
Во многих рецензиях критики особенно выделяли именно этот уровень. Так, Джефф Джерстман в рецензии на GameSpot называл «Все в камуфляже» «[особо] потрясающим моментом в кампании, полной потрясающих моментов». Гас Мастрапа из The A.V. Club отмечал уровень как особо запоминающийся момент Modern Warfare — западающее в память путешествие по руинам Чернобыля, ради которого хотя бы уже стоит поиграть в игру. Рецензент журнала Official Xbox Magazine Райан Маккаффри описывал «Все в камуфляже» как великолепный уровень — не просто лучший во всей игре Modern Warfare, но и один из лучших стелс-уровней в любых играх, в которые он когда-либо играл. Стив Хогарти из Computer and Video Games называл этот уровень по-настоящему захватывающим «проблеском гениальности», из-за которого обозревателю захотелось вручить игре звание «классики» — увы, по его мнению, последующие уровни были далеко не так хороши. Дж. П. Хур в рецензии для GameRevolution называл миссию словно бы выдернутой из серии Metal Gear — неожиданным эпизодом с необычными механиками: «такое случается только один раз за всю игру, но стоит того». Рецензент сайта Absolute Games Владимир Горячев (NomaD) отметил, что данная миссия — «гвоздь программы» и затмевает собой все следующие эпизоды. В своей положительной рецензии на Modern Warfare рецензент сайта PlayGround.ru назвал «Все в камуфляже» «венцом» игры, который по ощущениям превосходит даже соответствующие локации из S.T.A.L.K.E.R. «в несколько сот раз». Некоторые рецензенты особенно выделяли момент, в котором игровой персонаж должен залечь в траве, пока не замечающие его вражеские солдаты проходят совсем рядом, едва не наступая на героя. Так, Маккафри в рецензии для Official Xbox Magazine отмечал этот момент как самый напряжённый на уровне и во всей игре в целом. Эрнест Кавалли из Destructoid писал об этом моменте уровня, что это переживание нужно непременно испытать каждому, у кого есть «хотя бы малейший фетиш на военные операции».

### Ретроспективный приём
Г. Б. Берфорд из Kotaku назвал «Все в камуфляже» одним из лучших уровней в истории видеоигр, отметив огромную свободу действий при прохождении. Берфорд сравнивал его со схожим по задумке, но не столь удачным стелс-уровнем из Battlefield 3: в то время как этот другой уровень наказывает игрока за отклонение от жестко предписанного образа действий — вплоть до провала всей миссии, если игрок попытается ударить врага ножом в полуприседе, а не стоя — «Все в камуфляже», наоборот, поощряет и вознаграждает всевозможные отклонения и креативные решения. По мнению Берфорда, всей Modern Warfare — на примерах и «Все в камуфляже», и предыдущего по сюжету уровня «Конспиративная квартира» (англ. Safehouse) — не присуща какая-то глубина стрельбы или передвижения как геймплейных механик, но ей удается добиться успеха в другом: ощущения погружения, пребывания в некоей ситуации, которая кажется реальной. Редактор PC Gamer Сэм Робертс в ретроспективном обзоре Modern Warfare называл «Все в камуфляже» сильнейшей миссией игры, демонстрацией «настоящего мастерства» в создании линейного сюжетного шутера. Робертс всё же сетовал именно на линейность уровня, сравнивая «Все в камуфляже» с DayZ, игрой в открытом мире со схожими декорациями и драматическими моментами, но гораздо большей реиграбельностью и предоставленной игроку свободой.
Митч Дайер в подборке лучших стелс-миссий в играх для сайта IGN описывал «Все в камуфляже» как образцовый стелс-уровень, крайне выделяющийся своим медленным темпом и методичным подходом к прохождению на фоне остальной игры. По его словам, этот уровень требует от игрока «использования оружия с глушителем, терпения, соблюдения приказов, терпения, пряток от вражеских солдат, которые чуть на тебя не наступают, и еще раз терпения». В 2016 году Гейб Гарвин с сайта Digital Trends, сообщая о выходе обновленной версии игры, называл «Все в камуфляже» одним из величайших уровней среди всех шутеров от первого лица. Сэм Уайт из Ars Technica называл миссию «высшей точкой игры», считал, что лишенный ярких красок Чернобыль по атмосфере и напряжению для игрока превосходит даже локации недавно вышедшей на тот момент Fallout 4, и поражался, как игра реагирует на действия игрока, даже на промахи. Он также считал, что «Все в камуфляже» и следующий за ним уровень «Убить одним выстрелом» складываются в безупречное повествование с плавно нарастающим темпом. Британский журнал PlayStation Official Magazine назвал «Все в камуфляже» «мастер-классом стелса», одной из величайших в шутерах от первого лица и лучшим флешбэком в видеоиграх. Журнал особенно хвалил неспешный темп и свободу. Адам Старки из газеты The Telegraph, рассказывая о лучших моментах в серии Call of Duty, отмечал, что у серии в целом репутация бойкой и шумной, но иногда такие лучшие моменты возникают, когда игра разворачивается совсем в другом направлении — и миссия «Все в камуфляже» служит тому образцовым примером как один из величайших уровней в серии и в жанре шутеров от первого лица в целом. Сэм Лавридж из Digital Spy называл «Все в камуфляже» одной из причин, почему вообще нужно было создать обновленную версию игры — это «шедевр игрового дизайна» и одна из лучших миссий в истории жанра.
По мнению Хамзы Амира из Techspot, для многих игроков именно на этом уровне непрерывно возраставший на протяжении предыдущих миссий накал игры достиг пика — хотя игра и продолжается дальше, заканчиваясь не менее ярким клиффхэнгером. Леон Херли из GamesRadar в 2016 году описывал «Все в камуфляже» как «легендарную снайперскую миссию», образец драматической подачи и темпа действия, которые в сочетании с узнаваемым местом действия позволяют создать уровень «лучше, чем некоторые целые игры». Ещё один рецензент GamesRadar, Бен Тайрер, рассказывая о миссии «Колония» (англ. The Gulag) из Modern Warfare 2 — лучшим, по его мнению, уровнем этой следующей игры — сравнивал его со «Все в камуфляже» и отзывался об обоих уровнях как «определяющих моментах» повествования, таких, о которых игроки потом говорят благоговейным тоном. По его словам, «Все в камуфляже» представляет игроку безупречную «выжимку» из игры в целом, передающую саму «душу» серии Call of Duty — напряженную и вдумчивую. Ричард Мосс в статье для Gamasutra в 2018 году описывал «Все в камуфляже» как образцовую стелс-миссию, до уровня которой поднимаются очень немногие похожие «стелс-моменты» в других играх. Он отмечал, что вместо жестких условий провала и немедленного экрана Game over в случае малейшей ошибки, как это происходит в других играх, «Все в камуфляже» наказывает за промахи иначе — напряжённой перестрелкой с большим количеством врагов. По мнению Мосса, для разработчиков компьютерных игр «Все в камуфляже» — линейный уровень, всецело опирающийся на многочисленные скрипты — может служить убедительным аргументом в пользу того, что при создании стелс-уровней важнее итоговый опыт игрока, а не геймплейные механики.

## Наследие
Уровень «Все в камуфляже» послужил прообразом для одной из сцен в фильме российского режиссёра Ильи Найшуллера «Хардкор»; Найшуллер считал, что аудитория уловит отсылку к «одному из лучших уровней всех времён». В ремейке Call of Duty: Modern Warfare 2019 года игрок мог разблокировать внутриигровой комплект под названием «Все в камуфляже». В этот комплект входили маскировочные костюмы и соответствующим образом оформленная снайперская винтовка с затвором и глушителем — точно такие же, как и в оригинальной миссии.